# دانييل التماير
دانييل التماير (مواليد 12 سبتمبر 1998) هو لاعب تنس محترف ألماني، أعلى تصنيف له في الفردي كان ال54 في مايو 2022.

## روابط خارجية
- دانييل التماير على موقع رابطة محترفي التنس (الإنجليزية)
- دانييل التماير على موقع الاتحاد الدولي لكرة المضرب (الإنجليزية)
- دانييل التماير على موقع كأس ديفيز (الإنجليزية)
- دانييل التماير على موقع خلاصة التنس.كوم (الإنجليزية)
- دانييل التماير على موقع إي إس بي إن.كوم (الإنجليزية)